# Ry Sogn
 Ikke at forveksle med Gammel Rye Sogn. der indtil 1978 hed "Rye Sogn"
Ry Sogn er et sogn i Skanderborg Provsti (Århus Stift).
Ry Sogn blev i 1978 udskilt fra Dover Sogn, der oprindeligt hørte til Hjelmslev Herred i Skanderborg Amt. Dover sognekommune blev ved kommunalreformen i 1970 kernen i Ry Kommune, som ved strukturreformen i 2007 indgik i Skanderborg Kommune.
I Ry Sogn ligger Ry Kirke, oprindeligt kaldt Ry Stationskirke, der blev indviet 31. oktober 1909.
I sognet findes følgende autoriserede stednavne:
- Firgårde Skov (areal)
- Ry (bebyggelse), tidligere Ry Stationsby
- Siim (bebyggelse, ejerlav)
- Skærså (vandareal)
- Ved Knudsø (bebyggelse)